# Nine Lives (Album)
Nine Lives (engl.: „Neun Leben“) ist das zwölfte Studioalbum der US-amerikanischen Hard-Rock-Band Aerosmith. Es erschien im März 1997 bei Columbia Records. Es konnte nicht an den großen Erfolg von Get a Grip anknüpfen, erreichte aber Platz eins der Billboard 200 und blieb in den USA 77 Wochen chartnotiert. In Deutschland erreichte es Platz drei der Charts, in denen es für 30 Wochen blieb. Die dritte Single Pink gewann 1999 den Grammy Award for Best Rock Performance by a Duo or Group with Vocal, auch Falling in Love (Is Hard on the Knees) war 1998 dafür nominiert. Das Album selbst war 1998 für den Grammy Award for Best Rock Album nominiert, konnte ihn aber nicht gewinnen.

## Entstehung
Aerosmith unterschrieben einen Multimillionen-Dollar-Vertrag mit Columbia Records, ohne den vorigen Vertrag bei Geffen erfüllt zu haben. Dies bedeutete einen großen Erfolgsdruck, der bei der Produktion von Nine Lives auf der Band lastete. Zum ersten Mal nach drei von Bruce Fairbairn produzierten Alben wurden andere Produzenten angefragt. Die Gruppe arbeitete zunächst unter anderem mit Glen Ballard, der den Erfolg von Alanis Morissette herbeigeführt hatte. Dann jedoch entschied man sich für Kevin Shirley, der für Silverchair und Journey tätig gewesen war. Alle Songs wurden mit professionellen Songwritern verfasst. Bis Anfang 1998 wurden sechs Singles ausgekoppelt, davon zwei als Promo-Singles.

## Rezeption
Den Auszeichnungen zufolge wurden von Nine Lives mindestens 6,5 Millionen Kopien abgesetzt, was demzufolge in etwa halb so viel war wie beim Vorgänger. Stephen Thomas Erlewine von der Webseite Allmusic.com bemängelte, dass das Album kalkuliert klinge, als sei es von einer Band aufgenommen worden, die versuche wie Aerosmith zu klingen. Das Album sei überproduziert, die Songs nicht „catchy“. Er vergab zweieinhalb von fünf Sternen. Das Musikmagazin Rolling Stone wertete das Album 1997 mit drei von fünf Sternen. Die Musiker von Aerosmith „umarmten“ auf Nine Lives den bombastischen Hardrock, den sie seit den Siebzigerjahren zelebrierten. „Glücklicherweise kann man sich darauf verlassen, dass Aerosmith im Gegensatz zu den anderen spirituell pubertären Haarbands, die zur Zeit von Aerosmiths Comeback in den späten 80ern in Mode waren – und von denen die meisten durch die große Eroberung der alternativen Musik in den frühen 90ern ausgelöscht wurden – ihren kindischen Machismo mit viel Humor, Herz und künstlerischem Einfallsreichtum mäßigen.“ Man könne ein typisches Aerosmith-Album erwarten, wenn man mit dem hohen Balladenanteil zurechtkomme.

## Titelliste
1. Nine Lives (Steven Tyler, Joe Perry, Marti Frederiksen) – 4:01
2. Falling in Love (Is Hard on the Knees) (Steven Tyler, Joe Perry, Glen Ballard) – 3:26
3. Hole in My Soul (Steven Tyler, Joe Perry, Desmond Child) – 6:10
4. Taste of India (Steven Tyler, Joe Perry, Glen Ballard) – 5:53
5. Full Circle (Steven Tyler, Taylor Rhodes) – 5:01
6. Something's Gotta Give (Steven Tyler, Joe Perry, Marti Frederiksen) – 3:37
7. Ain't That a Bitch (Steven Tyler, Joe Perry, Desmond Child) – 5:25
8. The Farm (Steven Tyler, Joe Perry, Mark Hudson, Steve Dudas) – 4:27
9. Crash (Steven Tyler, Joe Perry, Mark Hudson, Dominik Miller) – 4:26
10. Kiss Your Past Good-Bye (Steven Tyler, Mark Hudson) – 4:32
11. Pink (Steven Tyler, Richie Supa, Glen Ballard) – 3:55
12. Falling Off (S. Tyler – J. Perry – Frederiksen) – 3:02
13. Attitude Adjustment (Steven Tyler, Joe Perry, Marti Frederiksen) – 3:45
14. Fallen Angels (Steven Tyler, Joe Perry, Richie Supa) – 8:18
15. I Don’t Want to Miss a Thing (Diane Warren) – 4:59

Die Titel 12–15 sind Bonusstücke, die auf den unterschiedlichen, international veröffentlichten Versionen in verschiedener Reihenfolge erschienen. I Don’t Wanna Miss a Thing, ursprünglich aus dem Soundtrack Armageddon – Das jüngste Gericht, wurde der europäischen Wiederveröffentlichung als Bonus beigegeben.